# Grumes
Grumes és un antic municipi italià, dins de la província de Trento. L'any 2007 tenia 466 habitants. Limitava amb els municipis de Grauno, Salurn (BZ), Segonzano, Sover i Valda.
L'1 de gener 2016 es va fusionar amb els municipis de Grauno, Faver i Valda creant així el nou municipi d'Altavalle, del qual actualment és una frazione.

## Administració
| Període | Identitat       | Partit        |
| ------- | --------------- | ------------- |
| 2008-   | Simone Santuari | Llista cívica |